# Actinodendron arboreum
Actinodendron arboreum is een zeeanemonensoort uit de familie Actinodendronidae.
Actinodendron arboreum is voor het eerst wetenschappelijk beschreven door Quoy & Gaimard in 1833.